# Gouy (Aisne)
Gouy, auch Gouy-en-Arrouaise genannt, ist eine französische Gemeinde mit 570 Einwohnern (Stand 1. Januar 2022) im Département Aisne in der Region Hauts-de-France. Sie gehört zum Arrondissement Saint-Quentin, zum Kanton Bohain-en-Vermandois und zum Kommunalverband Pays du Vermandois.

## Geografie
Die Gemeinde Gouy liegt im Vermandois, 17 Kilometer nordwestlich von Saint-Quentin, zwischen den Nachbargemeinden Le Catelet im Norden und Bony im Süden.
In Gouy entspringt die Schelde, die nach rund 360 Kilometern, zusammen mit Rhein und Maas in die Nordsee mündet.

## Geschichte
Gouy wurde 923 als Gauciacus erstmals urkundlich erwähnt. Es gehörte damals den Seigneurs von Cambrai, ab 976 gehörte es den Grafen des Vermandois, die eine Burg erbauen ließen. Diese Burg wurde später von den Bischöfen von Cambrai zerstört. Das 1117 in Bony gegründete Kloster Mont-Saint-Martin wurde 1134 nach Gouy an die Quelle der Schelde verlagert. 1556 wurde Gouy von spanischen Truppen im Zuge des Habsburgisch-Französischer Konflikt in den Renaissance-Kriegen (1521–1559) angezündet. 1585 wurde es erneut gebrandschatzt, diesmal von der Heiligen Liga im Verlauf der Hugenottenkriege (1562–1598). 1636 waren es wieder spanische Truppen, diesmal im Dreißigjährigen Krieg (1618–1648).
1793 erhielt Gouy im Zuge der Französischen Revolution (1789–1799) den Status einer Gemeinde und 1801 das Recht auf kommunale Selbstverwaltung.
Im Ersten (1914–1918) und Zweiten Weltkrieg (1939–1945) wurde die Ortschaft stark beschädigt. Die Kirche Saint-Médard musste nach ihrer Zerstörung im Ersten Weltkrieg wieder aufgebaut werden. Das Kloster Mont-Saint-Martin wurde im Zweiten Weltkrieg beschädigt.

### Bevölkerungsentwicklung
Die Bevölkerungszahl nahm seit der Französischen Revolution bis 1861 stark zu. Sie hatte sich mehr als verdoppelt. Seitdem sank die Einwohnerzahl zuerst langsam, dann im 20. und 21. Jahrhundert sogar unter den Wert von 1793. 2016 hatte die Gemeinde nur noch 562 Einwohner.
| Jahr                       | 1962 | 1968 | 1975 | 1982 | 1990 | 1999 | 2011 | 2021 |
| Einwohner                  | 671  | 628  | 694  | 659  | 641  | 649  | 585  | 567  |
| Quellen: Cassini und INSEE |      |      |      |      |      |      |      |      |

## Wirtschaft
Haupterwerbszweig der Goïciens genannten Einwohner ist die Landwirtschaft. Es gibt eine Landwirtschaftsgenossenschaft vor Ort.

## Sehenswürdigkeiten
Die heutigen Gebäude des um 1134 nach Gouy transferierten Klosters Mont-Saint-Martin stammen aus den Jahren 1760 und 1775. Ost- und Süd-Flügel wurden 1830 zerstört. 1986 wurden Teile des Klosters, darunter das Taubenhaus, in das Zusatzverzeichnis der Monuments historiques (historische Denkmale) eingetragen. 1992 wurden weitere Teile, darunter die Ruinen des Westflügels des klösterlichen Wohngebäudes und der Park, als Monument historique klassifiziert (classé MH). Kloster und Park befinden sich im Besitz eines Vereins.

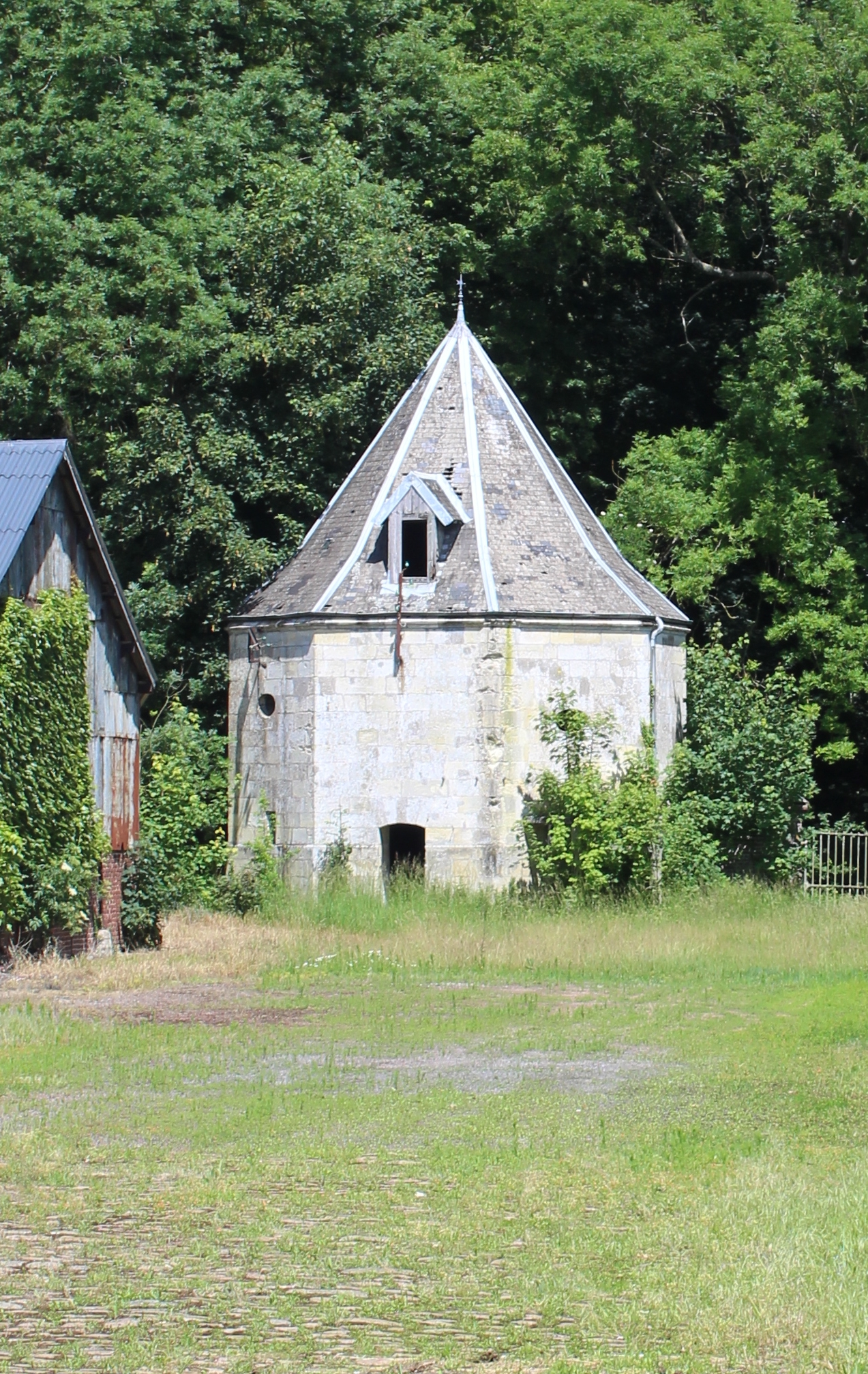
Turm als Rest des Klosters Mont-Saint-Martin
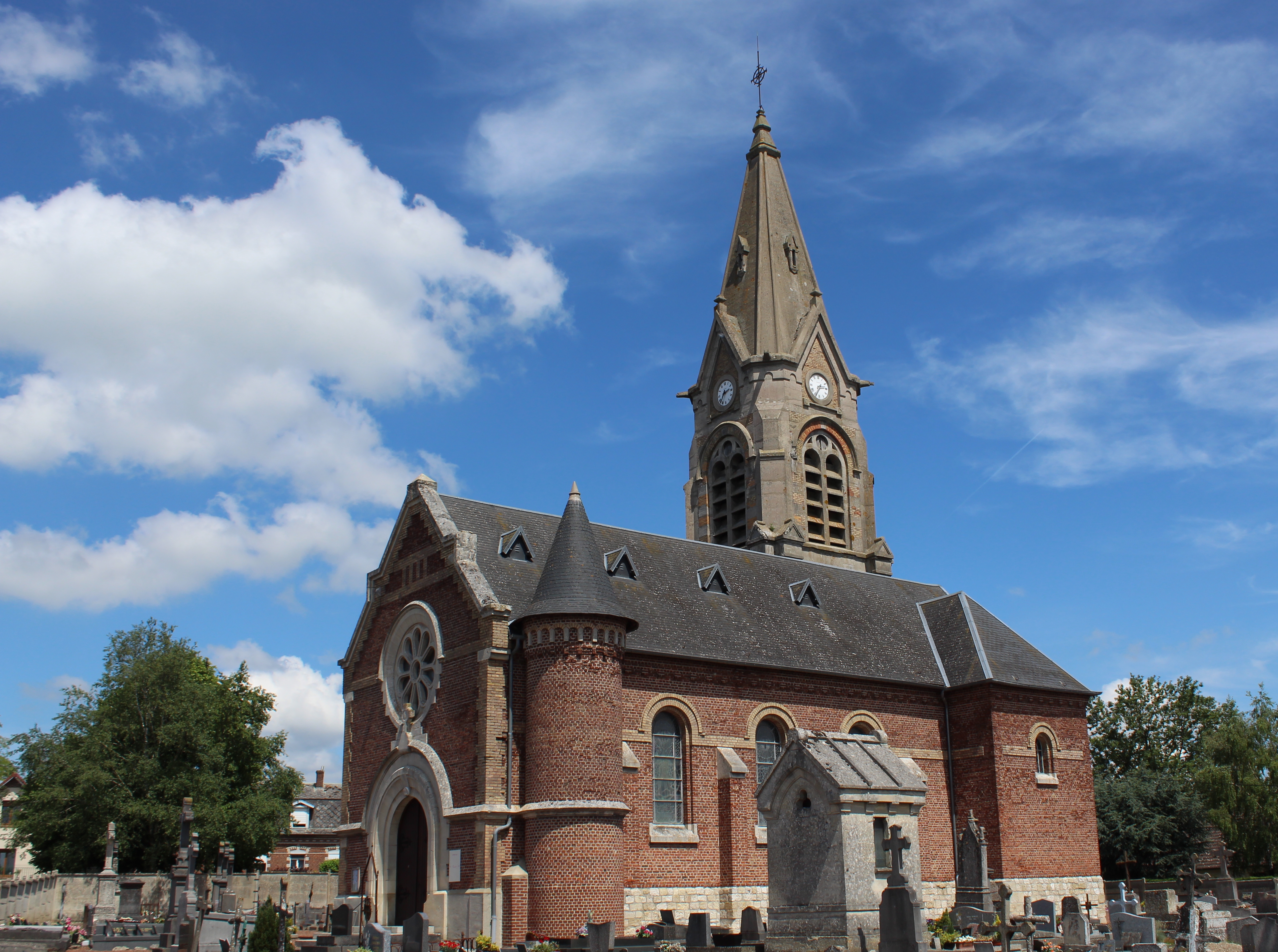
Kirche Saint-Médard
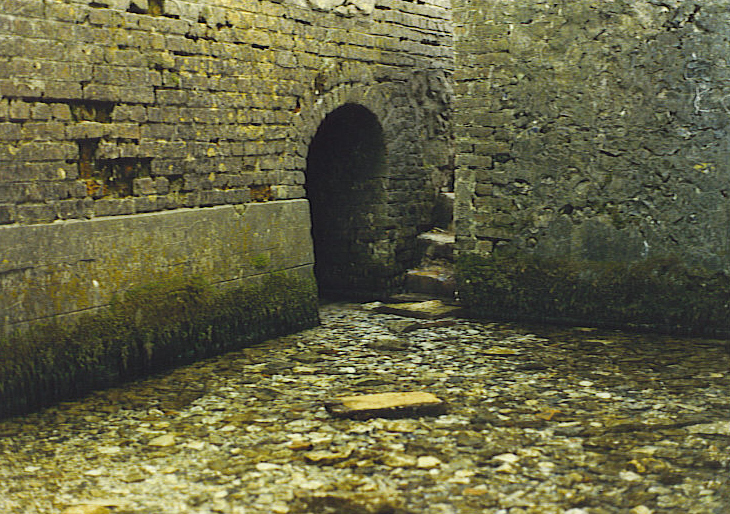
Quelle der Schelde
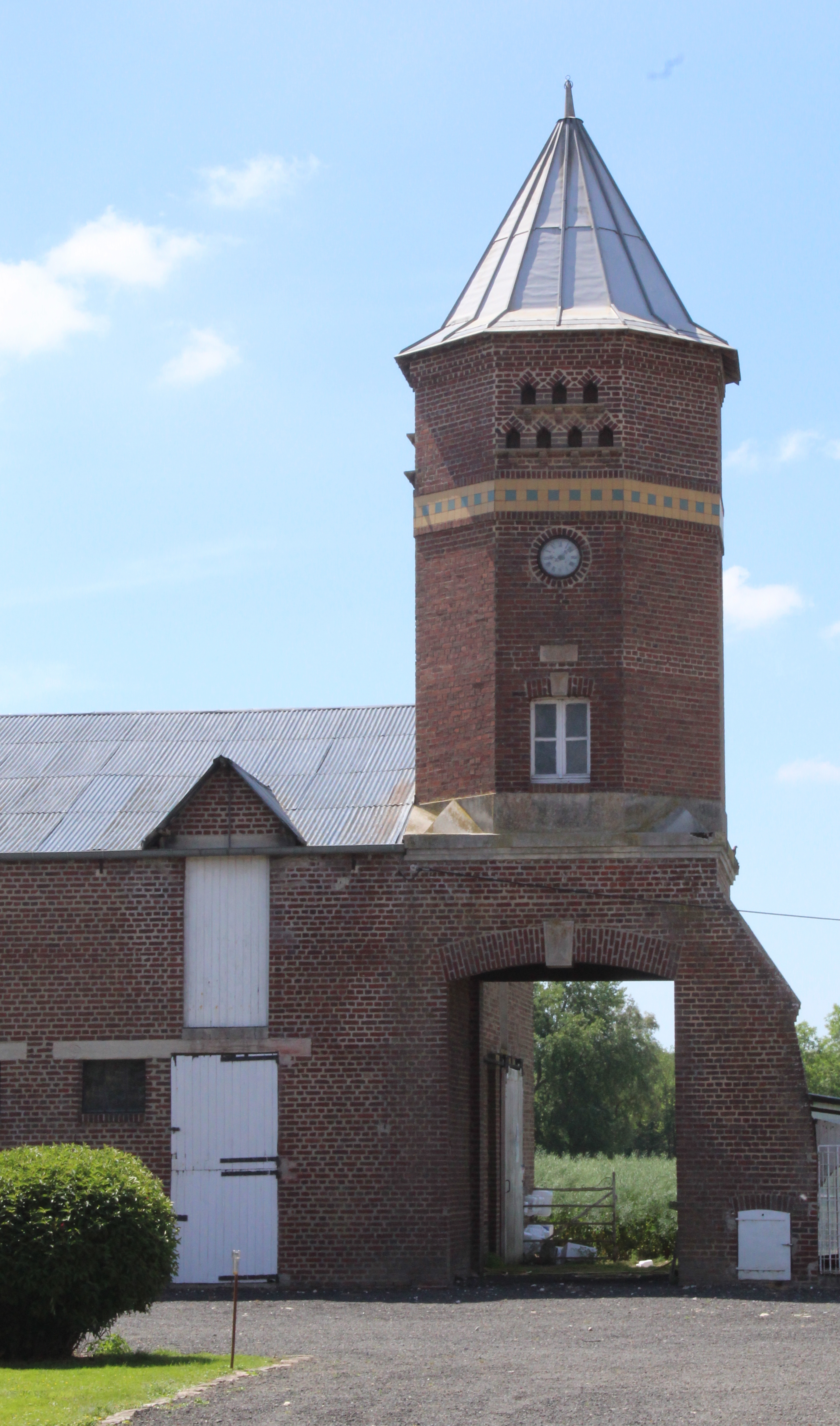
Taubenturm